# PGC 38117
LEDA/PGC 38117 ist eine Galaxie vom Hubble-Typ SBa: mit ausgedehnten Sternentstehungsgebieten im Sternbild Jungfrau nördlich der Ekliptik. Sie ist schätzungsweise 50 Millionen Lichtjahre von der Milchstraße entfernt. Sie bildet gemeinsam mit PGC 1232966 ein optisches Galaxienpaar und gilt als Mitglied der NGC 4123-Gruppe (LGG 275).
Im selben Himmelsareal befindet sich u. a. die Galaxie NGC 4116.